# Iglesia de la Asunción (Espinosa de Henares)
La iglesia de la Asunción es un templo católico situado en Espinosa de Henares (Guadalajara, España). Data del siglo XVI, momento en que la villa comenzó a ganar importancia bajo el señorío de los Mendoza, que sustituyeron la primitiva ermita por una iglesia de una sola nave, de fábrica de ladrillo y cubierta con una techumbre de atirantados adornada con taraceas poligonales y artesonados de carácter mudéjar.
Su capilla mayor estaba cubierta de bóvedas ojivales, adornadas con molduras abocenadas con rosetón y sostenidas por capiteles con las efigies de los evangelistas. Tuvo un retablo de madera dorada con lienzos, construido en el siglo XVII, y un relieve sobre piedra en el altar. En 1792 fue puesto un órgano magnífico por el artífice organero Juan Francisco Berdalinsa, cuyo coste, según los libros de cuentas de fábrica de la iglesia, fue de 1.500 reales de vellón.
Todas estas características originarias, que aún se mantenían a principio de siglo XX, fueron destruidas en la guerra civil española, reconstruyéndose después la iglesia con aspecto más sencillo y quedando únicamente de su aspecto primitivo la fachada de cantería, sobre la que se alza la espadaña, de corte románico, con remate triangular y grandes vanos para las campanas con refuerzos laterales.
Desde hace siglos y en la actualidad se conoce bajo la advocación de la Asunción de María, pero en el siglo XVI aparece con el nombre de Ntra.Sra de la Concepción.